# Anis Mehmeti
Anis Mehmeti (Islington, 9 gennaio 2001) è un calciatore inglese naturalizzato albanese, centrocampista del Bristol City e della nazionale albanese.

## Biografia
È nato a Londra da genitori albanesi.

## Carriera

### Club
Cresciuto nei settori giovanili di Tottenham e Norwich City, inizia la propria carriera con i dilettanti del Woodford Town, squadra dell'Essex Senior League. Il 29 settembre 2020 viene ingaggiato dal Wycombe, militante in Championship, compiendo di fatto un salto dai dilettanti ai professionisti. Il 17 ottobre ha esordito nella serie cadetta inglese, in occasione dell'incontro perso per 1-2 contro il Millwall. Realizza la sua prima rete con la squadra e contestualmente in campionato il 19 dicembre, nell'incontro pareggiato per 1-1 contro il QPR.
Il 31 gennaio 2023 viene ceduto al Bristol City, firmando un contratto di durata triennale.

### Nazionale
Ha giocato nelle nazionali giovanili albanesi Under-16, Under-19 ed Under-21.
Il 27 marzo 2023 ha esordito con la nazionale maggiore albanese, disputando l'incontro perso per 1-0 contro la Polonia, valido per le qualificazioni al campionato europeo 2024.

## Statistiche

### Presenze e reti nei club
Statistiche aggiornate al 9 agosto 2025.
| Stagione            | Squadra             | Campionato          | Campionato | Campionato | Coppe nazionali | Coppe nazionali | Coppe nazionali | Coppe continentali | Coppe continentali | Coppe continentali | Altre coppe | Altre coppe | Altre coppe | Totale | Totale |
| Stagione            | Squadra             | Comp                | Pres       | Reti       | Comp            | Pres            | Reti            | Comp               | Pres               | Reti               | Comp        | Pres        | Reti        | Pres   | Reti   |
| ------------------- | ------------------- | ------------------- | ---------- | ---------- | --------------- | --------------- | --------------- | ------------------ | ------------------ | ------------------ | ----------- | ----------- | ----------- | ------ | ------ |
| 2020-2021           | Wycombe             | FLC                 | 29         | 3          | FACup+CdL       | 0               | 0               | -                  | -                  | -                  | -           | -           | -           | 29     | 3      |
| 2021-2022           | Wycombe             | FL1                 | 32         | 7          | FACup+CdL       | 2+2             | 0               | -                  | -                  | -                  | FLT         | 2           | 0           | 38     | 7      |
| 2022-gen. 2023      | Wycombe             | FL1                 | 27         | 9          | FACup+CdL       | 1+2             | 0               | -                  | -                  | -                  | FLT         | 0           | 0           | 30     | 9      |
| Totale Wycombe      | Totale Wycombe      | Totale Wycombe      | 88         | 19         |                 | 7               | 0               |                    | -                  | -                  |             | 2           | 0           | 97     | 19     |
| gen.-giu. 2023      | Bristol City        | FLC                 | 15         | 1          | FACup+CdL       | -               | -               | -                  | -                  | -                  | -           | -           | -           | 15     | 1      |
| 2023-2024           | Bristol City        | FLC                 | 38         | 4          | FACup+CdL       | 4+2             | 0               | -                  | -                  | -                  | -           | -           | -           | 44     | 4      |
| 2024-2025           | Bristol City        | FLC                 | 42+2       | 12+0       | FACup+CdL       | 1+1             | 0               | -                  | -                  | -                  | -           | -           | -           | 46     | 12     |
| 2025-2026           | Bristol City        | FLC                 | 1          | 1          | FACup+CdL       | 0+0             | 0               | -                  | -                  | -                  | -           | -           | -           | 1      | 1      |
| Totale Bristol City | Totale Bristol City | Totale Bristol City | 96+2       | 18+0       |                 | 8               | 0               |                    | -                  | -                  |             | -           | -           | 106    | 18     |
| Totale carriera     | Totale carriera     | Totale carriera     | 184+2      | 37+0       |                 | 15              | 0               |                    | -                  | -                  |             | 2           | 0           | 203    | 37     |

### Cronologia presenze e reti in nazionale
| Cronologia completa delle presenze e delle reti in nazionale ― Albania | Cronologia completa delle presenze e delle reti in nazionale ― Albania | Cronologia completa delle presenze e delle reti in nazionale ― Albania | Cronologia completa delle presenze e delle reti in nazionale ― Albania | Cronologia completa delle presenze e delle reti in nazionale ― Albania | Cronologia completa delle presenze e delle reti in nazionale ― Albania | Cronologia completa delle presenze e delle reti in nazionale ― Albania | Cronologia completa delle presenze e delle reti in nazionale ― Albania |
| Data                                                                   | Città                                                                  | In casa                                                                | Risultato                                                              | Ospiti                                                                 | Competizione                                                           | Reti                                                                   | Note                                                                   |
| ---------------------------------------------------------------------- | ---------------------------------------------------------------------- | ---------------------------------------------------------------------- | ---------------------------------------------------------------------- | ---------------------------------------------------------------------- | ---------------------------------------------------------------------- | ---------------------------------------------------------------------- | ---------------------------------------------------------------------- |
| 27-3-2023                                                              | Varsavia                                                               | Polonia                                                                | 1 – 0                                                                  | Albania                                                                | Qual. Euro 2024                                                        | -                                                                      | 70’                                                                    |
| 17-6-2023                                                              | Tirana                                                                 | Albania                                                                | 2 – 0                                                                  | Moldavia                                                               | Qual. Euro 2024                                                        | -                                                                      | 67’                                                                    |
| 20-6-2023                                                              | Tórshavn                                                               | Fær Øer                                                                | 1 – 3                                                                  | Albania                                                                | Qual. Euro 2024                                                        | -                                                                      | 75’                                                                    |
| Totale                                                                 |                                                                        | Presenze                                                               | 3                                                                      |                                                                        | Reti                                                                   | 0                                                                      |                                                                        |